# Mölndal

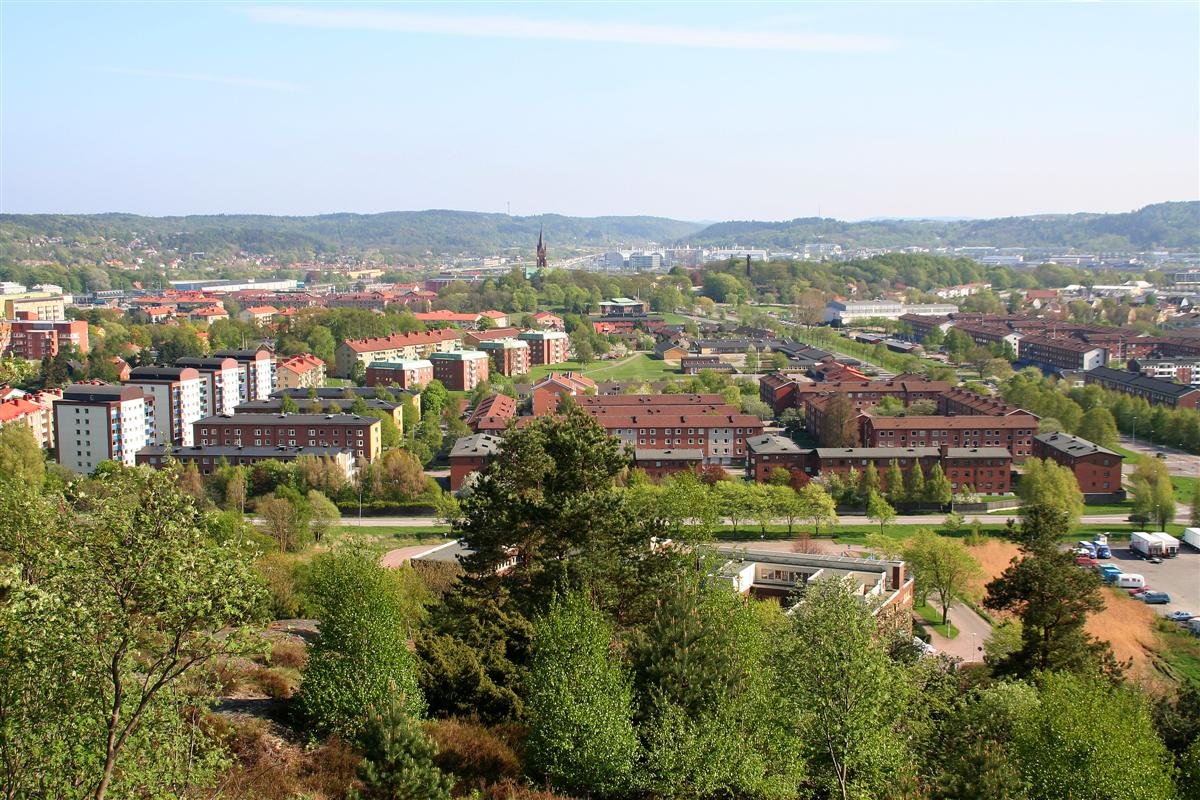
Blick vom Safjället auf Mölndal

Mölndal ist Hauptort der Gemeinde Mölndal im schwedischen Verwaltungsbezirk Västra Götalands län und ist Teil des Ballungsraums Göteborg.

## Geschichte
Mölndal entwickelte sich in den 1870ern dank der Wasserkraft des Flusses Mölndalsån schnell von einem kleinen Mühlendorf zu einem Industriestandort. 1911 zählte der Ort rund 5000 Einwohner. 1922 wurden Mölndal die Stadtrechte verliehen.

## Wirtschaft
Dank der Nähe zu Göteborg haben sich in Mölndal zahlreiche Hochtechnologiefirmen wie AstraZeneca und Ericsson angesiedelt. Die Pharma-, Textil-, Papier-, Zellstoff-, Nahrungsmittel- und Metallindustrie sind in der auch heute noch stark industriell geprägten Stadt vertreten.

Rösen im Mölndal
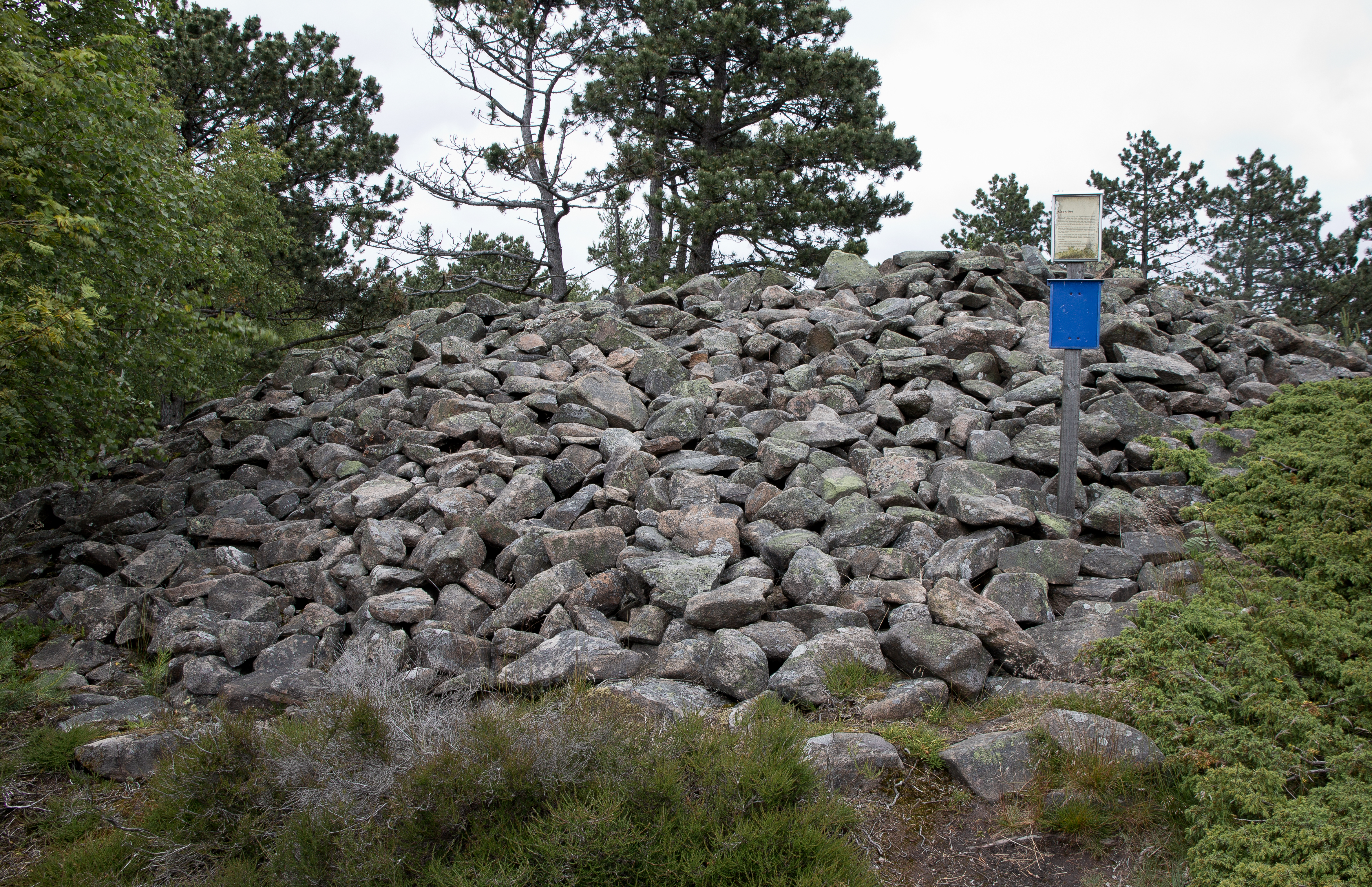
Valåsen
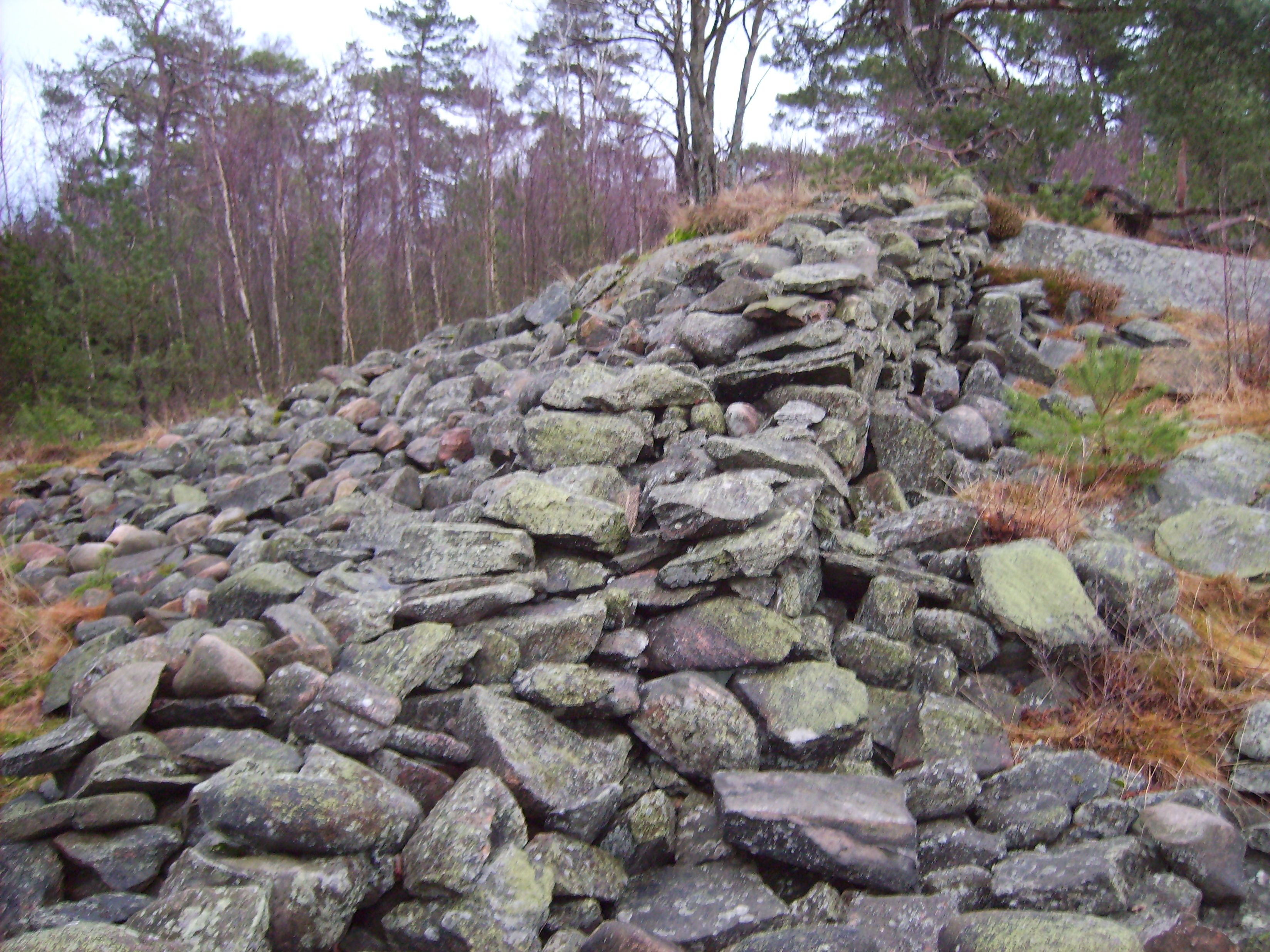
Safjällets
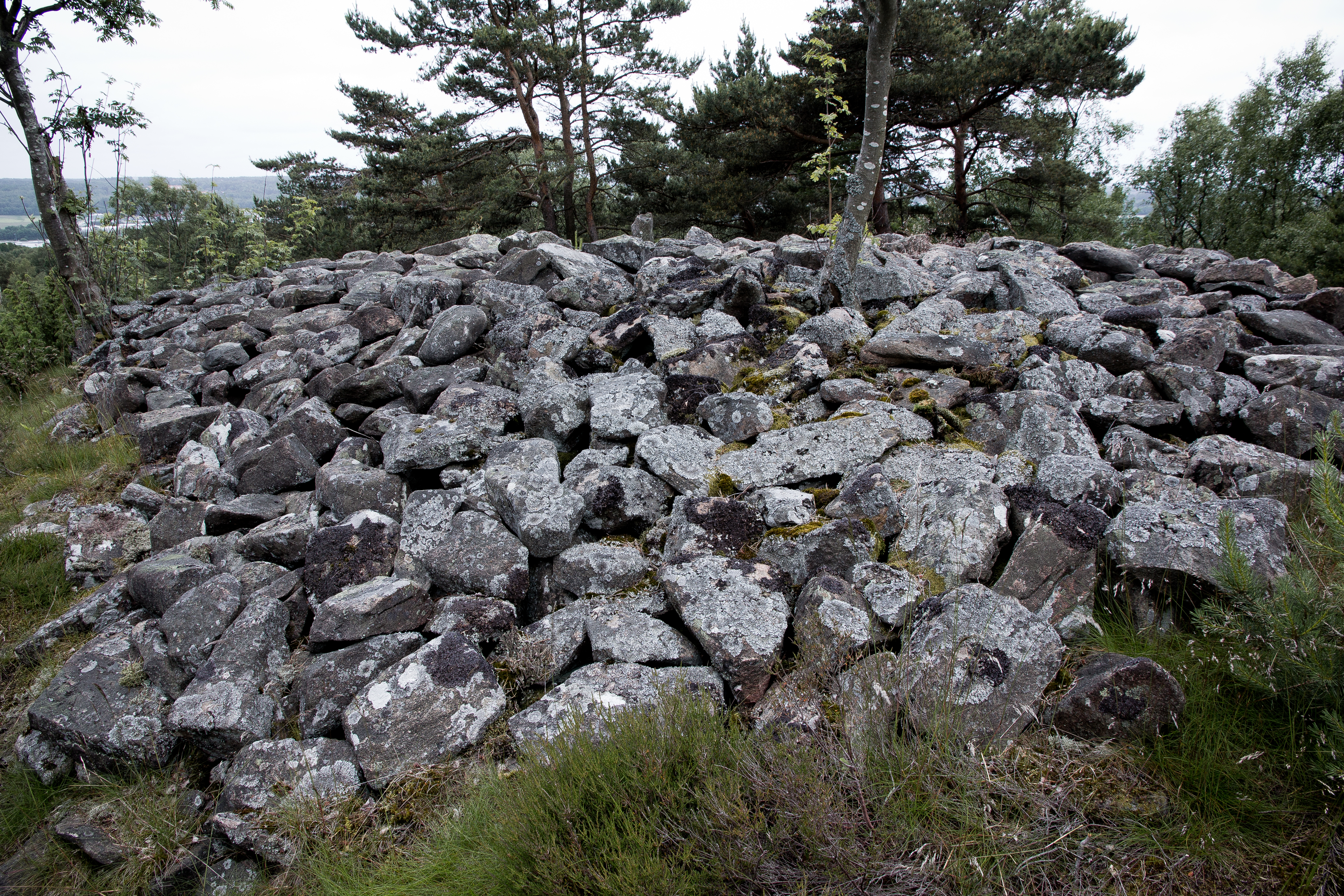
Änggårdsbergen

## Söhne und Töchter der Stadt
- Nils-Bertil Dahlander (1928–2011), Jazz-Schlagzeuger
- Ulla Jacobsson (1929–1982), Schauspielerin
- Claes Hake (* 1945), Grafiker und Bildhauer
- Göran Bjerendal (* 1951), Bogenschütze
- Hans Höglund (1952–2012), Kugelstoßer
- Morgan Alling (* 1968), Schauspieler, Synchronsprecher, Drehbuchautor, Schriftsteller sowie Film- und Theaterregisseur
- Oscar Dronjak (* 1972), Gitarrist der Heavy-Metal-Band Hammerfall
- Erica Johansson (* 1974), Weitspringerin
- Henrik Lundström (* 1979), Handballer
- Fredrik Björck (* 1979), Fußballspieler
- Mikaela Mässing (* 1994), Handballspielerin
- Samuel Gustafson (* 1995), Fußballspieler
- Josefin Taljegård (* 1995), Eiskunstläuferin